# Margaret Cremen
Margaret Cremen (* 5. Januar 1999 in Rochestown) ist eine irische Ruderin.

## Karriere
Margaret Cremen begann 2014 mit dem Rudersport und feierte ihr internationales Debüt 2017 bei den Junioren-Europameisterschaften in Krefeld. Zusammen mit Aoife Casey konnte sie im Doppelzweier hinter dem deutschen Boot die Silbermedaille gewinnen. Bei den anschließenden Junioren-Weltmeisterschaften verpassten die beiden das A-Finale. Mit dem Sieg im B-Finale belegten sie am Ende den siebten Platz. 2018 startete sie beim Ruder-Weltcup in Belgrad zusammen mit Denise Walsh im Leichtgewichts-Doppelzweier. Die beiden belegten den sechsten Platz im B-Finale, womit sie den Wettbewerb auf Platz 12 beendeten. Bei der U23-Weltmeisterschaft startete sie mit ihrer neuen Partnerin Lydia Heaphy im Leichtgewichts-Doppelzweier. Die beiden fuhren als fünfte im B-Finale über die Ziellinie und belegten damit den 11. Platz. 
Nachdem 2020 der Großteil der Saison abgesagt wurde, startete sie wieder zusammen mit Aoife Casey im Leichtgewichts-Doppelzweier bei der U23-Europameisterschaft in Duisburg. Es gelang den beiden hinter den Italienerinnen die Silbermedaille zu gewinnen. Einen Monat später traten sie auch bei der Europameisterschaft an, wo sie mit dem zweiten Platz im B-Finale am Ende achte wurden. Zu Beginn des Jahres 2021 starteten die beiden bei der Europameisterschaft in Varese. Dieses Mal gelang es ihnen sich für das A-Finale zu qualifizieren, wo sie am Ende den fünften Platz erreichten. Im Mai gingen sie in Luzern bei der Finalen Qualifikationsregatta für die Olympischen Sommerspiele 2020 an den Start. Die beiden konnten sich für das Finale qualifizieren, in dem sie am Ende den dritten Platz belegten. Da sich die ersten drei Plätze für die Ruderregatta in Tokio qualifizierten, gelang ihnen als allerletztes Boot die Qualifikation für den Wettbewerb im Leichtgewichts-Doppelzweier bei den Olympischen Spielen. Bei den Olympischen Spielen in Tokio belegten die beiden den achten Platz.
2022 belegte Margaret Cremen bei den Europameisterschaften in München zusammen mit Lydia Heaphy den vierten Platz im Leichtgewichts-Doppelzweier. Vier Wochen später trat sie bei den Weltmeisterschaften in Račice u Štětí wieder mit Aoife Casey an. Die beiden gewannen die Bronzemedaille hinter den Britinnen und dem Boot aus den Vereinigten Staaten. 2023 wurden Casey und Cremen Fünfte bei den Europameisterschaften in Bled und Siebte bei den Weltmeisterschaften in Belgrad. Dieser siebte Platz bedeutete gleichzeitig die direkte Olympiaqualifikation. Im April 2024 trat Cremen bei den Europameisterschaften in Szeged im Leichtgewichts-Einer an und gewann Silber hinter der als neutrale Athletin rudernden Weißrussin Alena Furman. Bei den Olympischen Spielen 2024 in Paris erreichten Cremen und Casey das Finale im Leichtgewichts-Doppelzweier und belegten den fünften Platz.

## Internationale Erfolge
- 2017: Silbermedaille Junioren-Europameisterschaften im Doppelzweier
- 2017: 7. Platz Junioren-Weltmeisterschaften im Doppelzweier
- 2018: 11. Platz U23-Weltmeisterschaften im Leichtgewichts-Doppelzweier
- 2020: Silbermedaille U23-Europameisterschaften im Leichtgewichts-Doppelzweier
- 2020: 8. Platz Europameisterschaften im Leichtgewichts-Doppelzweier
- 2021: 5. Platz Europameisterschaften im Leichtgewichts-Doppelzweier
- 2021: 8. Platz Olympische Spiele im Leichtgewichts-Doppelzweier
- 2022: 4. Platz Europameisterschaften im Leichtgewichts-Doppelzweier
- 2022: 3. Platz Weltmeisterschaften im Leichtgewichts-Doppelzweier
- 2023: 5. Platz Europameisterschaften im Leichtgewichts-Doppelzweier
- 2023: 7. Platz Weltmeisterschaften im Leichtgewichts-Doppelzweier
- 2024: 2. Platz Europameisterschaften im Leichtgewichts-Einer
- 2024: 5. Platz Olympische Spiele im Leichtgewichts-Doppelzweier

## Berufsweg
Margaret Cremen studiert Sportwissenschaft und Sporterziehung an der University College Cork.